# La Neuville-au-Temple
La Neuville-au-Temple is een fusiegemeente (commune nouvelle) in het Franse departement Marne in de regio Grand Est. De gemeente maakt deel uit van het arrondissement Châlons-en-Champagne.
La Neuville-au-Temple is op 1 januari 2025 ontstaan door de fusie van de gemeenten Dampierre-au-Temple en Saint-Hilaire-au-Temple.